# AussieBum
aussieBum（和訳：オージー・バム）は、オーストラリアの男性のスポーツウェア、下着メーカーである。
製品はオーストラリア国内で生産されており、本社はシドニー郊外のLeichhardtに所在する。2001年にファッションデザイナーのショーン·アシュビーによってシドニーで設立された。同社はWonderjockやEssence underwearにより国際的に認められた企業である。